# (73084) 2002 GX16
(73084) 2002 GX16 – planetoida z pasa głównego asteroid okrążająca Słońce w ciągu 3,62 lat w średniej odległości 2,36 j.a. Odkryta 15 kwietnia 2002 roku.